# PGC 61979
LEDA/PGC 61979, auch UGC 11261, ist eine Spiralgalaxie vom Hubble-Typ Sd im Sternbild Herkules am Nordsternhimmel. Sie ist schätzungsweise 184 Millionen Lichtjahre von der Milchstraße entfernt und hat einen Durchmesser von etwa 65.000 Lichtjahren. Vom Sonnensystem aus entfernt sich das Objekt mit einer errechneten Radialgeschwindigkeit von näherungsweise 4.000 Kilometern pro Sekunde.
Sie ist ein Mitglied der 6 Galaxien umfassenden Lyons Groups of Galaxies LGG 421 um PGC 62097. Im selben Himmelsareal befinden sich unter anderem die Galaxien PGC 1663367, PGC 1669329, PGC 1671588, PGC 1673557.